# سيغور (مترو باريس)
سيغور (بالفرنسية: Ségur)‏ هي محطة مترو تابعة لمترو باريس تقع في فرنسا في الدائرة السابعة في باريس.[بحاجة لمصدر]